# Адміністративний устрій Шполянського району
Адміністративний устрій Шполянського району — адміністративно-територіальний поділ Шполянського району Черкаської області на 1 міську та 27 сільських рад, які об'єднують 37 населених пунктів та підпорядковані Шполянській районній раді. Адміністративний центр — місто Шпола.

## Список рад Шполянського району
| №  | Назва                         | Центр           | Населені пункти                           | Площа км² | Місце за площею | Населення (2001), осіб | Місце за населенням |
| -- | ----------------------------- | --------------- | ----------------------------------------- | --------- | --------------- | ---------------------- | ------------------- |
| 1  | Шполянська міська рада        | м. Шпола        | м. Шпола                                  | 61,87     | 5               | 19176                  | 1                   |
| 2  | Антонівська сільська рада     | с. Антонівка    | с. Антонівка с. Глиняна Балка с. Коротине | 42,83     | 8               | 881                    | 17                  |
| 3  | Буртівська сільська рада      | с. Бурти        | с. Бурти                                  | 30,47     | 19              | 905                    | 16                  |
| 4  | Васильківська сільська рада   | с. Васильків    | с. Васильків                              | 55,90     | 6               | 2356                   | 4                   |
| 5  | Веселокутська сільська рада   | с. Веселий Кут  | с. Веселий Кут с. Витязеве с. Козачани    | 24,41     | 20              | 333                    | 25                  |
| 6  | Водянська сільська рада       | с. Водяне       | с. Водяне                                 | 32,19     | 16              | 996                    | 11                  |
| 7  | Журавська сільська рада       | с. Журавка      | с. Журавка                                | 85,77     | 2               | 1515                   | 6                   |
| 8  | Іскренська сільська рада      | с. Іскрене      | с. Іскрене с. Георгіївка                  | 36,77     | 12              | 1141                   | 10                  |
| 9  | Кавунівська сільська рада     | с. Кавунівка    | с. Кавунівка                              | 12,37     | 27              | 302                    | 28                  |
| 10 | Капустинська сільська рада    | с. Капустине    | с. Капустине                              | 30,59     | 18              | 668                    | 21                  |
| 11 | Кримківська сільська рада     | с. Кримки       | с. Кримки                                 | 31,86     | 17              | 959                    | 14                  |
| 12 | Лебединська сільська рада     | с. Лебедин      | с. Лебедин                                | 97,04     | 1               | 4611                   | 2                   |
| 13 | Лип'янська сільська рада      | с. Лип'янка     | с. Лип'янка с. Межигірка                  | 68,17     | 4               | 1378                   | 8                   |
| 14 | Лозуватська сільська рада     | с. Лозуватка    | с. Лозуватка с. Кам'януватка              | 38,35     | 10              | 1431                   | 7                   |
| 15 | Мар'янівська сільська рада    | с. Мар'янівка   | с. Мар'янівка                             | 42,08     | 9               | 1315                   | 9                   |
| 16 | Маслівська сільська рада      | с. Маслове      | с. Маслове                                | 22,93     | 23              | 328                    | 27                  |
| 17 | Матусівська сільська рада     | с. Матусів      | с. Матусів                                | 80,98     | 3               | 4507                   | 3                   |
| 18 | Надточаївська сільська рада   | с. Надточаївка  | с. Надточаївка                            | 23,64     | 21              | 724                    | 20                  |
| 19 | Нечаєвська сільська рада      | с. Нечаєве      | с. Нечаєве                                | 23,45     | 22              | 503                    | 24                  |
| 20 | Сердегівська сільська рада    | с. Сердегівка   | с. Сердегівка                             | 12,10     | 28              | 331                    | 26                  |
| 21 | Сигнаївська сільська рада     | с. Сигнаївка    | с. Сигнаївка                              | 36,83     | 11              | 1990                   | 5                   |
| 22 | Скотарівська сільська рада    | с. Скотареве    | с. Скотареве                              | 20,46     | 25              | 785                    | 18                  |
| 23 | Соболівська сільська рада     | с. Соболівка    | с. Соболівка                              | 34,46     | 15              | 759                    | 19                  |
| 24 | Станіславчицька сільська рада | с. Станіславчик | с. Станіславчик                           | 18,83     | 26              | 643                    | 22                  |
| 25 | Терешківська сільська рада    | с. Терешки      | с. Терешки с-ще Ховківка                  | 35,19     | 14              | 967                    | 13                  |
| 26 | Товмацька сільська рада       | с. Товмач       | с. Товмач                                 | 45,22     | 7               | 982                    | 12                  |
| 27 | Топильнянська сільська рада   | с. Топильна     | с. Топильна                               | 35,97     | 13              | 925                    | 15                  |
| 28 | Ярославська сільська рада     | с. Ярославка    | с. Ярославка с. Нова Ярославка            | 21,99     | 24              | 548                    | 23                  |

* Примітки: м. — місто, с-ще — селище, смт — селище міського типу, с. — село